# Suka Luwe
Suka Luwe is een bestuurslaag in het regentschap Deli Serdang van de provincie Noord-Sumatra, Indonesië. Suka Luwe telt 312 inwoners (volkstelling 2010).